# InterAction Suisse
InterAction est une association suisse pour les personnes intersexes, parents, amis et alliés pour s'informer, échanger ou s'engager sur les thématiques intersexes.

## Historique
L'association est créée le 26 octobre 2017, lors de la journée de la visibilité intersexe, par Audrey Aegerter, et Deborah Abate. Cette dernière est la protagoniste principale du documentaire Ni d'Ève ni d'Adam. Une histoire intersexe de Floriane Devigne.
L'association est présidée en 2019 par Audrey Aegerter et est soutenue par l'Organisation internationale des intersexes (OII), par Astraea (Lesbian Foundations for Justice) et par ILGA Europe (European Region of the International Lesbian and Gay Association). L'association est membre du Réseau Convention Istanbul.

## Objectifs
InterAction permet aux personnes intersexes, parents, amis et alliés de s'informer, échanger ou s'engager sur les thématiques intersexes en Suisse[réf. à confirmer],,,.
La première mission de l'association est de permettre le questionnement des personnes intersexes, celles-ci n'ayant pas toutes connaissance de leur condition, de les mettre en contact et de leur fournir un safe space dans lequel elles peuvent partager leur vécu et leurs problèmes en sécurité. Cela inclut souvent la famille et les proches des personnes intersexes[réf. à confirmer].
InterAction souhaite attirer l'attention générale du public sur les problématiques intersexes telles que la stigmatisation et les opérations abusives,,,. Des opérations sont en effet pratiquées par le corps médical dans le but de remédier à ce qui est perçu comme une indétermination sur des enfants qui ne sont pas en âge de donner leur consentement. Elles peuvent avoir des conséquences irrémédiables à long terme et constituer de véritables mutilations. InterAction milite également pour modifier et faire avancer la politique Suisse et internationale sur ces problèmes,. L'association informe les gens sur l'intersexuation et fournit des termes et textes adaptés sur les thématiques intersexes.
InterAction prône la non-pathologisation des corps intersexes et par conséquent utilise le terme de « variations du développement sexuel » plutôt que de « troubles » ou « désordres » du développement sexuel. L'association utilise en priorité l’expertise des personnes intersexes et s'engage contre les abus du corps médical.[réf. à confirmer]

## Activités
L’association InterAction suisse s’est engagée comme membre du Réseau Convention Istanbul car ce groupe est le relais suisse pour le suivi et l’application de la convention du Conseil de l'Europe sur la prévention et la lutte contre la violence à l'égard des femmes et la violence domestique. La Suisse l’a signée le 11.9.13, ratifiée le 14.12.17 et l’a mise en application le 1.4.2018. Cet accord européen offre un cadre juridiquement contraignant afin de prévenir les violences, protéger les victimes et lutter contre l’impunité des coupables. En particulier il contient une disposition sur les mutilations génitales féminines (Article.38), dont sont souvent victimes les enfants intersexes. Il est prévu que les pays ayant ratifié l’accord nomment des personnes pour participer au Groupe d'experts sur la lutte contre la violence à l'égard des femmes et la violence domestique (GREVIO). En Suisse les ONG concernées, qui offrent des assistances et ont une expertise de terrain, sont des partenaires de l’organe d’évaluation GREVIO.
InterAction a participé à la Marche des fiertés de Genève 2019, la Zurich Pride 2019 et la marche Remember Stonewall 2019 à Bâle.
Audrey Aegerter, au nom d’InterAction Suisse, représente les intérêts des personnes intersexes auprès de la Commission consultative sur les thématiques liées à l'orientation sexuelle, l'identité de genre et l'expression de genre du canton de Genève. C'est une des trois commissions qui collaborent avec le Bureau de promotion de l'égalité et de prévention des violences genevois qui agit notamment la prévention des mutilations génitales féminines, les violences homophobes et transphobes, et en général les harcèlements et stéréotypes de genre.
L'association tente de faire interdire les mutilations faites sur les enfants intersexués et a soumis une motion le proposant au Grand Conseil Genevois le 10 avril 2019,,.
L'association plaide auprès de différentes branches du gouvernement Suisse en faveur de la facilitation du changement de nom et de sexe à l'état civil, de la lutte contre la discrimination et les crimes de haines et du mariage pour toutes et tous,.

### Communication
L'association est régulièrement interviewée par les journalistes de la presse française et de la presse suisse à propos de l'actualité LGBTIQ, notamment sur le statut et les droits des personnes trans- ou intersexes,,, en Suisse, notamment le cas de l'hyperandrogénie de l'athlète Mokgadi Caster Semenya,,.
InterAction a publiquement signé la déclaration commune demandant à la Congrégation pour l'éducation catholique de revoir sa position sur les questions relatives aux personnes intersexes, telle qu'elle est exprimée dans son document pédagogique intitulé “Il les créa homme et femme: vers un chemin de dialogue sur la question de la théorie du genre dans l'éducation" (en anglais Male and Female He Created Them),. Rédigé le 2 février 2019, ce texte fut publié le 10 juin 2019 par le Vatican, et présenté comme une "aide aux instituteurs et aux parents catholiques". S'il est signé par les responsables de cette congrégation, le cardinal Giuseppe Versaldi et l'archevêque Angelo Zani, il ne fait pas état, en revanche, d'un aval ou d'une lecture préalable du pape François, ni ne porte sa signature. Le texte a été adressé aux présidents de chaque conférence épiscopale nationale, qui à leur tour l'ont transmis aux établissements d’enseignement catholique,. L'épiscopat américain est même allé jusqu'à s'immiscer dans les affaires intérieures des États-Unis d'Amérique : L’archevêque de Los Angeles s'est offusqué de ce que la Cour suprême ait décidé d’interdire « la discrimination fondée sur l’orientation sexuelle et le statut de transgenre », complétant ainsi la loi fédérale américaine de 1964 interdisant les discriminations « en raison du sexe », sans mentionner à l'époque ce que l'on appelle désormais les orientations sexuelles.[non pertinent]